# Lake Claire
Der Lake Claire ist der größte See, welcher vollständig in der kanadischen Provinz Alberta liegt. 

## Lage
Der See liegt innerhalb des Wood-Buffalo-Nationalparks und westlich des Athabascasees. Er befindet sich zwischen den beiden Mündungen von Peace River und Athabasca River. Er ist Teil des Peace-Athabasca-Binnendeltas.
Der See hat eine Flache von 1252 km². Er liegt auf einer Höhe von 213 m.
Der See wird von den Flüssen Birch River und McIvor River gespeist. Im Einzugsgebiet des Sees liegen die beiden Seen Baril Lake und Mamawi Lake. 
Der See fließt über den Claire River zum Peace River ab, dessen Wasser über den Slave River, den Großen Sklavensee und den Mackenzie River dem Arktischen Ozean zugeführt wird.